# Kristóf György Emlékkönyv
Kristóf György Emlékkönyv – a kolozsvári I. Ferdinand-Egyetem magyar tanszéke vezetőjének hatvanadik születésnapjára 1939-ben kiadott, irodalomtörténeti és nyelvészeti tanulmányokat tartalmazó kötet.

## Szerkesztői és szerzői
Az ünnepelt tanítványai, Jancsó Elemér, Nagy Géza, Pellion Ervin, Reischel Artúr, Sántha Alajos és Szabó T. Attila szerkesztették. Főcíme Magyar irodalomtörténet 1939, szerkesztői ugyanis – éppen Kristóf György javaslatára – egy irodalmi évkönyv-sorozatot szándékoztak e kötettel megindítani. 1941-ben Kristóf György, Jancsó Elemér, Makkai László és Reischel Artúr nyomtatott körlevélben tette közzé a II. kötet tervét, ennek kiadására azonban nem került sor.
A Kristóf György Emlékkönyv előszavát maga a professzor írta Magyar irodalomtörténet a kolozsvári egyetemen címmel, utána Kacsó Sándor idézte fel Kristóf egyetemi kinevezésének körülményeit Kristóf professzor hallgatói c. írásában. A dolgozatok szerzői a szerkesztőkön kívül: Antal Péter, Balogh László, Blédy Géza, Debreczy Sándor, Győrbiró Jenő, Hegyi Endre, Kristóf Sarolta, Makkai Ernő, Makkai László, Márton Gyula, Mikó Gábor, Miszti László, Orbán László, Pogány Albert, Veégh Sándor, Vita Zsigmond és Vörös István. A kötetet Kristóf életrajzi adatai és irodalmi munkásságának 641 tételt felsoroló jegyzéke zárja.
A Kristóf György Emlékkönyvet a romániai magyar irodalomtörténészek és nyelvészek első nyilvános seregszemléjének tekintették. Kedvező bírálatot kaptak Blédy, Győrbíró, Márton Gyula, Szabó T. Attila nyelvészeti dolgozatai, az irodalmiak közül Jancsó Elemérnek Aranka Györgyről, valamint Orbán Lászlónak a brassói magyar színészetről írt összefoglalásai és Vörös István Madách-tanulmánya.
A 22 szerző közül utóbb nyolcan egyetemi tanszékhez jutottak, három középiskolai tanár pedig irodalomtörténészi, bibliográfusi és tankönyvírói munkássága révén vált ismertté.

## További irodalom
- Nyírő József: A magyar nyelv és irodalom új munkaközössége. Keleti Újság 1940. jan. 22.
- L.D. [László Dezső]: Kristóf György Emlékkönyv. Erdélyi Fiatalok 1940/2.
- G.G. [Gaál Gábor]: Erdélyi magyar történetírás. Korunk 1940/4; újraközölve Válogatott írások II. 1965. 616-18.
- Gaal György: Egy irodalomtörténeti évkönyv terve 1941-ben. Utunk 1981/23.